# 制御されたデジタル貸出

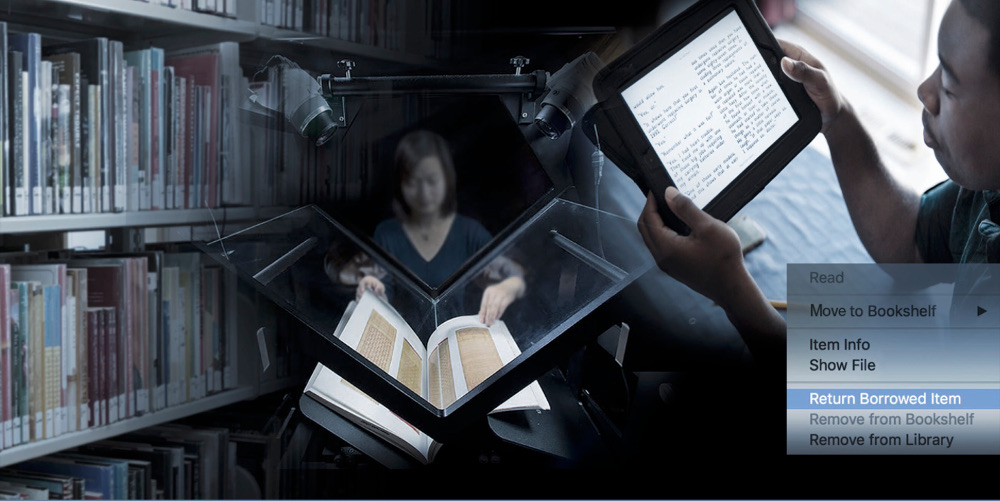
制御されたデジタル貸出の表現

制御されたデジタル貸出（せいぎょされたデジタルかしだし、英語: controlled digital lending、CDL）は、図書館が資料をデジタル化し、貸し出しできるようにするモデルである。
アメリカ合衆国著作権法のフェアユースの原則と著作権の消尽の解釈を元にしている。

## 解説
支持者/賛同者は、CDLはデジタル著作権管理（DRM）に依拠しており、著作権で保護されている図書館所有のデジタル化された作品は限られた期間だけ貸し出され、所有するコピーと借り手との1対1の比率が維持されることが保証されているため、これらの原則の下では合法であると主張している。
反対者は、この解釈を批判し、CDLには単なる貸し出しだけではなくコピーという行為が含まれており、図書館が物理的な書籍を購入したからといって、電子書籍を作成して貸し出したり、デジタルコピーを配布したりする権利はないと主張している。

## 発展
CDLの前身は、インターネットアーカイブのプログラムOpen Libraryによって2011年に開始された「Digitize and Lend（デジタル化と貸し出し）」プログラムである。また、2011年には、Michelle Wuの論文「Building a Collaborative Digital Collection: A Necessary Evolution in Libraries」により、CDLの基本原則が明確にされた。この概念を指す「Controlled Digital Lending（制御されたデジタル貸し出し）」という用語の使用が初めて登場したのは、法的な議論を説明する白書とともに2018年に発行された「Position Statement on Controlled Digital Lending」の中である。
CDLは多くの図書館で検討されるようになっており、アメリカ合衆国だけでなく、他の国の図書館組織もこれに追随している。ブラジルの専門家は、著作権を本質的に制限する文化的権利の体系的な解釈を通じて、国内でCDLを適用できると主張している。Internet Archiveは、CDLの側面に関与している図書館に関する12のブログ記事を集めている。Lisa Petridesは、学校図書館に関しては、CDLは前向きな一歩ではあるが十分ではないと主張している。
2021年5月、国際図書館連盟（IFLA）は、CDLには「強い社会・経済的根拠があり」、CDLは「多くの望ましく、広く認識されている原則（…）（図書館の資料を自由に取得および貸与することができる能力、法の技術的中立性、例外を組み合わせる可能性）」を尊重しており、CDLの法的根拠はより広範な公共の利益をサポートしていると考えられる、と述べた。

## 仕組み
図書館の中心となる活動の1つは、資料の貸し出しであり、支援者はCDLはその機能の現代のデジタル的な拡張であると主張している。CDLを使用することで、図書館は合法的に取得した資料の物理的な複製を使用して、それをデジタル化です。デジタル化の後、デジタルバージョンにDRMが適用され、物理的な資料を貸出できない状態にする。図書館のカタログの記録が通常はデジタル貸し出しへのアクセスを与えているため、デジタルコピーが存在するリポジトリを指すように貸し出しの記録が変更される。この方法により、図書館が所有する資料の複製1つにつき、常に1つだけが貸し出されることになる。貸し出し起源が終わると、DRMソフトウェアは前回の貸し出し者の本へのアクセスを削除し、その本は他の図書館利用者へ貸出可能になる。
CDLの反対者であるアメリカ作家組合は、CDLは複製が不要な貸し出しとは異なり、一度に読むことができるのは1部のみであるという主張に異議を唱えている。彼らの主張では、CDLでは、まず著作物の印刷版の無許可のデジタルコピーが作成され、次に「貸し出し利用者」ごとに追加の無許可のデジタルコピーを作成する必要がある。また、ウェブブラウザー上で閲覧する際に複合されたデジタルコピーが頒布され、その複製は電子書籍が「返却済み」になって他の読者に「貸し出し可能」になった後でも、ブラウザーキャッシュから取得・閲覧・印刷が可能になってしまうとも主張している。

## 論争
著者や出版社の団体は、CDLの基礎となっている著作権解釈に疑問を呈してきた。2019年初頭、アメリカ作家組合と、40のアメリカ国内および国際的な作家・写真家・ビジュアルアーティスト・翻訳者・出版社・複製権団体の組織・連盟の連合体が、「制御されたデジタル貸出（CDL）被害者からの訴え（Appeal from the victims of Controlled Digital Lending）」と題された声明を発表し、CDLが「著作者の経済的・人格的権利を侵害している」と主張した。
『Publishers Weekly』のニュース記事では、アメリカ出版社協会がCDLは「著作権が著者と出版社に与えるインセンティブを『中傷』している」と述べたと伝えられている。アメリカ作家協会は、ReDigiがデジタル音楽を再販できないことを確立したCapitol Records, LLC対ReDigi Inc.の判例に依拠しており、図書館も同様に、合法的に購入された書籍のデジタル版の貸し出しを禁止されるはずであり、CDLが販売損失をもたらすと主張している。
さまざまな学者は、Capitol Records, LLC対ReDigi Inc.には、図書館の非営利の教育的使命の一環としてCDLの余地が残されていると考えている。たとえば、Pierre N. Leval判事が執筆した意見書では、ReDigiは販売されたデジタル音楽（ライセンスされたiTunesのmp3ファイル）を実際に管理しておらず、ReDigiは「サウンドレコーディングの販売を目的とした原告の市場との競争において、再販を目的として原告の著作物の複製を作成した」と認定している。さまざまな学者は、被告のReDigiとは異なり、図書館は出版社と直接競合して作品を販売しているわけではないことを指摘している。図書館は、利用者に本を貸し出すために市場から本を購入している。さらに、変容的フェアユース理論の創始者でもあるPierre N. Leval判事は、「権利者の商業的権利を不当に侵害することなく、コンテンツの配信を改善するという変容的な目的を達成するためにテクノロジーを利用する」場合、変容的使用となる可能性があるという意見を説明した。この事例からこの文言を分析して、一部の学者は、CDLは図書館が書籍を物理的に貸し出す際に著作権法ですでに許可されている合法的使用と何ら変わりなく、CDLがこれらの書籍の市場を不当に侵害するものではないと主張している。
Hachette Book Group, Inc.対Internet Archive（542 F.Supp. 1156 (2023)）では、アメリカ合衆国ニューヨーク南部地区連邦地方裁判所は、Internet Archiveが書籍のコピーをスキャンしてオンラインで配布することで著作権侵害を行ったと判断した。出版社アシェット・ブック・グループは、COVID-19のパンデミックが始まった際に国立緊急図書館（National Emergency Library、NEL）が設立されたことに端を発し、Open Libraryと国立緊急図書館が著作権侵害を助長したと主張した。この訴訟には、制御されたデジタル貸付（CDL）システムのフェアユースが含まれている。
2023年3月25日、裁判所はInternet Archiveに対して不利な判決を下し、Internet Archiveは控訴する予定である。2023年8月11日、両当事者は和解判決（negotiated judgement）に達した。この合意では、Internet Archiveに対し、原告の書籍の頒布を禁止する永久差し止め命令と、原告への非公開の支払いが規定されている。この合意では、Internet Archiveが以前の判決に対して控訴する権利を認めている。